# Юзефович, Иосиф Сигизмундович
Иосиф Сигизмундович Юзефович (6 июля 1890—1952) — советский профсоюзный и общественный деятель.

## Биография
Родился 6 июля 1890 года в Варшаве, в еврейской семье ремесленника.
Работал кожевником, с 1905 года был членом Бунда. В 1912 году был осужден на четыре года тюрьмы за революционную деятельность, наказание отбывал в Варшаве и Ломже. После освобождения переехал и нелегально жил в Москве, участвовал в работе подпольных организаций.
В 1917 году вступил в РКП(б). В 1917 году член Московского центрального бюро профсоюзов, один из организаторов и секретарь Московского союза кожевников. С 1918 года входил в группу интернационалистов, возглавляемую С. А. Лозовским. В 1924—1928 годах Юзефович — председатель Центрального комитета профсоюза рабочих кожевенной промышленности, с 1933 года — председатель ЦК профсоюза рабочих водного транспорта, затем — член Президиума ВЦСПС. С 1928 года Иосиф Юзефович был членом Центрального совета и исполнительного бюро Профинтерна, по линии которого в 1931—1933 годах находился на нелегальной работе в Нью-Йорке и Сан-Франциско. Был ответственным секретарём редакции журнала «Международное рабочее движение». Также был членом ВЦИК и ЦИК СССР.
Окончил Института красной профессуры, был автором работ по истории профессионального движения США. В 1938—1939 годах работал в издательстве «Советская энциклопедия», в 1939—1942 годах и 1946—1949 годах — в Институте истории Академии наук СССР. В 1942—1946 годах он был заведующим отдела профсоюзной и рабочей печати, членом Главной редакции Совинформбюро.
В январе 1949 года Юзефович был арестован по делу Еврейского антифашистского комитета и в июле 1952 года приговорен к смертной казни. Расстрелян 12 августа 1952 года, похоронен на Донском кладбище Москвы в (могиле № 3). Был реабилитирован 22 ноября 1955 года — Военная коллегия Верховного суда СССР отменила приговор по делу ЕАК «за отсутствием состава контрреволюционного преступления».
В 1920—1930 годах жил в Москве на Площади Ногина, 2 (4-й дом Советов); в 1940-е годы — на Ярославском шоссе, 82/84.